# Xenocalamus bicolor
Xenocalamus bicolor är en ormart som beskrevs av den tysk-brittiske zoologen och herpetologen Albert Günther 1868. Xenocalamus bicolor ingår i släktet Xenocalamus och familjen Atractaspididae.

## Utbredning och habitat
Arten förekommer i Angola, Botswana, Kongo-Kinshasa, Moçambique, Namibia, Sydafrika och Zimbabwe.
Den trivs på sandig mark både på torr och fuktig savann.

## Beskrivning
X. bicolor som har svart rygg och vit buk, därav dess artnamn ”bicolor”. Ormens totala längd är 43 cm varav stjärten är 3 cm.
Ormen är giftig, men inte farlig för människan.
Den lägger 3-4 ägg på sommaren.

## Underarter
Arten delas in i följande underarter. Underarterna varierar något i utseende.
- X. b. australis
- X. b. bicolor
- X. b. concavorostralis
- X. b. lineatus
- X. b. machadoi
- X. b. maculatus
- X. b. pernasutus